# 탐폰 런
탐폰 런(Tampon Run)은 미국 뉴욕시에 거주하는 여자 고등학생 소피 하우저(Sophie Houser)와 안드레아 곤잘레스(Andrea Gonzales)가 만든 게임이다. 2014년 9월 3일에 웹 브라우저 창을 통해 플레이할 수 있는 형태로 최초 공개되었고 2015년 2월 3일에는 IOS 앱스토어를 통해 출시되었다.

## 게임 플레이
- 이 게임의 주인공 캐릭터는 밤 거리를 혼자서 달리고 있는 소녀로, 자신의 앞에 나타난 괴한의 적들에게 탐폰을 발사(Fire)해 화면에서 사라지게 하거나 점프(Jump)해서 그들을 피할 수 있다. 만약 발사나 점프를 하지 않은 채로 적과 부딪치면 주인공은 "헤이(Hey)!"라고 소리를 내며 가지고 있던 탐폰도 빼앗긴다.

- 주인공이 탐폰을 발사해서 적에게 맞추면 점수가 올라가지만 보유하고 있는 탐폰의 수가 0이 되면 게임이 종료되기 때문에 플레이어는 발사와 점프의 빈도수를 적절히 조절해야 게임을 오래할 수 있다.

- 탐폰 런(Tampon Run)에는 공식적인 엔딩 장면과 설정이 없다. 애플 게임 센터의 순위표에서는 게임을 가장 오래 지속하며 높은 스코어를 기록한 플레이어가 높은 순위를 차지하게 된다.

## 개발
- 소피 하우저(Sophie Houser)와 안드레아 곤잘레스(Andrea Gonzales)는 코딩하는 소녀들(Girls Who Code) 여름 학습 프로그램에서 만나 탐폰 런(Tampon Run)이라는 복고풍의 8비트 비디오 게임을 공동 개발했다.

- iOS 앱 개발 당시에 두 개발자는 소프트웨어 개발 업체인 피보탈 랩스(Pivotal Labs)사와 협업했다. 7주의 작업기간 동안 새로운 적들, 보상물들, 비쥬얼적인 요소를 게임에 추가했다.

## 인기
- 2015년 5월을 기준으로 웹버전과 IOS버전을 합쳐 30만(300,000)의 조회수를 기록했다.[1]

- 2017년 3월 26일 19시 45분을 기준으로 IOS 게임센터에서 총 149,142명의 사람들이 탐폰 런(Tampon Run)을 설치했다.

- 2017년 3월 26일 19시 45분을 기준으로 유튜브에서 약 25명의 유저가 탐폰 런(Tampon Run) 리뷰 영상을 업로드했다. 이 중 가장 높은 조회수 40,232회를 기록한 리뷰어는 SomeOrdinaryGamers이다.

## 페미니즘적 함의
"최근 국제적 돌풍을 일으킨 것으로 화제에 올랐던 두 고등학생, 소피 하우저Sophie Houser 와 앤디 곤잘레스Andrea(Andy) Gonzales는 뉴욕시로부터 큰 환호를 받았다. 그들은 ‘코딩하는 소녀들(Girs Who Code)’의 여름 학습 프로그램에서 만나, 월경에 대한 사회적 낙인과 관한 고민을 나누면서 가까워졌다. 요컨대, 그들은 ‘월경’에 대한 매우 강력한 타부를 느꼈고, 모든 여성에게는 일상적이고 일반적인 몸의 생리작용에 불과할 뿐인 ‘월경’에 대해 사람들이 보다 열린 태도를 취할 수 있게끔 용기를 주려고 8비트 환경의 비디오 게임을 제작했다."

- 여성의 성비가 낮은 과학, 기술, 엔지니어, 수학 (STEM) 분야의 토양에서 미성년인 여자 고등학생 두명이 개발한 게임으로 이목을 끌었다.[2]

- 소피 하우저 (Sophie Houser) 와 안드레아 곤잘레스(Andrea Gonzales)는 게임 개발에 앞서 여성의 월경과 탐폰과 관련된 사회 전반의 타부에 대한 고민을 공유했다.[3] 이 두 개발자는 미 텍사스주 민주당 상원의원인 웬디 데이비스 (Wendy Davis)가 벌인 2013년의 새 낙태 관련 법안 저지를 위한 필리버스터에서 영감을 얻기도 했다.[4] 당시 이 법안은 임신 20주 이후 낙태 금지와 낙태 유도제 제한등을 골자로 하고 있었다.[5]

## 일화
- 2014년 9월 3일 탐폰 런 첫 공개 당일의 밤, 소피 하우저(Sophie Houser)와 안드레아 곤잘레스(Andrea Gonzales)는 파자마 바람이었고 게임이 인기를 끌 것이라고는 예상하지 못했다.[6]

- 첫 공개 다음날 소피 하우저 (Sophie Houser)는 친구의 집 지하실에서 마리오 카트를 하던 도중에 어머니에게 "너 지금 떳어(You're trending)"이란 전화를 받았다.[7]

- 탐폰 런(Tampon Run) 첫 공개 당시 소피 하우저 (Sophie Houser) 와 안드레아 곤잘레스(Andrea Gonzales)는 고등학교 3학년이었고 탐 폰런으로 인해서 팬과 안티팬을 동시에 얻었다.[8]

- 캘리포니아의 한 중학교 교사는 자신의 반 학생들이 탐폰 런(Tampon Run)을 쉬는 시간마다 플레이한다고 개발자들에게 메일을 보냈다.[9]

- 한 여학생은 자신이 좋아하는 상대 앞에서 입고 있던 흰 바지에 피를 흘린 이야기를 개발자들에게 메일로 알려줬다.[10]

- 안드레아 곤잘레스(Andrea Gonzales)는 2016년 가을에 노스 캐롤라이나 대학(University of North Carolina) 컴퓨터 과학(Computer Science) 학과에 입학했다.[11]

- 소피 하우저(Sophie Houser)는 브라운 대학(Brown University)에 2016년 봄에 입학해 컴퓨터 과학(Computer Science), 스튜디오 아트(studio art), 도예(poetry), 문학(literature)을 공부했고 여름에는 페이스북의 특별 프로그램, '공학기술을 위한 페이스북 대학(Facebook University for Engineering)'에서 인턴쉽을 했다.[12]

## 출판
‘걸 코드: 게임하기, 확산시키기, 가능하게 만들기 (Girl Code: Gaming, Going Viral, and Getting it Done)’가 2017년 3월 7일에 '하퍼스 콜린스(HarperCollins Books)'사에서 출간되었다. 탐폰런의 두 개발자가 공저자로 참여했으며 게임의 개발과정과 여성으로서 코딩을 배우는 경험에 대한 내용이 담겨있다.